# Алберту Фешта
Алберту Аугушту Антуніш Фешта або просто Алберту Фешта (порт. Alberto Augusto Antunes Festa; 21 липня 1939, Санту-Тірсу, Португалія — 2 січня 2024) — португальський футболіст, правий захисник.

## Клубна кар'єра
Народився в місті Санту-Тірсу, округ Порту. Футбольну кар'єру розпочав у місцевому «Тірсенсі». Потім провів вісім сезонів у складі представника Прімейра-Ліги «Порту» (114 матчів). У 1968 році повернувся до «Тірсенсі», де у віці 33 років після декількох важких травм завершив кар'єру.

## Кар'єра в збірній
У футболці національної збірної Португалії дебютував 23 січня 1963 року в Римі, в програному (0:1) поєдинку кваліфікації чемпіонату Європи 1964 року проти Болгарії. Учасник чемпіонату світу 1966 року, в Англії зіграв три матчі, допоміг команді завоювати бронзові нагороди чемпіонату. Протягом трьох років зіграв у футболці національної збірної Португалії 19 матчів.

## Досягнення
«Порту»
- Кубок Португалії
  -  Володар (1): 1968

«Тірсенсі»
- Сегунда-Ліга
  -  Чемпіон (1): 1970

збірна Португалії
- Чемпіонат світу
  -  Бронзовий призер (1): 1966